# Aeroport de Chu Lai
L'Aeroport de Chu Lai (Cảng hàng không Chu Lai, Sân bay Chu Lai) és l'aeroport de Tam Ky, a Vietnam, situat a 15 km al nord-est de Ciutat Tam Ky, Quang Nam.

## Aerolínies
- Vietnam Airlines (Ciutat Ho Chi Minh, Hanoi)